# Professione poliziotto
Professione poliziotto è un romanzo drammatico del 1978 scritto da Carlo Castellanetta.

## Trama
Franco De Roberto è un giovane pugliese arruolatosi nel Corpo delle Guardie di Pubblica Sicurezza (dal 1981 diventato Polizia di Stato). Durante il lavoro conosce Irene, un'infermiera di cui si innamora. La sua vita prosegue in un continuo intreccio tra dovere e vita privata.

## Edizioni
- Carlo Castellaneta, Professione poliziotto, collana Nuovi Grandi Libri, Firenze, Salani, 1978  [1978],  p. 151.